# Basiliek van Onze-Lieve-Vrouw van de Rozenkrans van Chiquinquirá
De Basiliek van Onze-Lieve-Vrouw van de Rozenkrans van Chiquinquirá is een basiliek in de stad Maracaibo in de staat Zulia in Venezuela. De kerk is gewijd aan de Maagd van Chiquinquirá.
Het kerkgebouw is geel en wit van kleur en ligt aan een plein.

## Opbouw
Het georiënteerde gebouw heeft een dubbeltorenfront en een driebeukig schip.

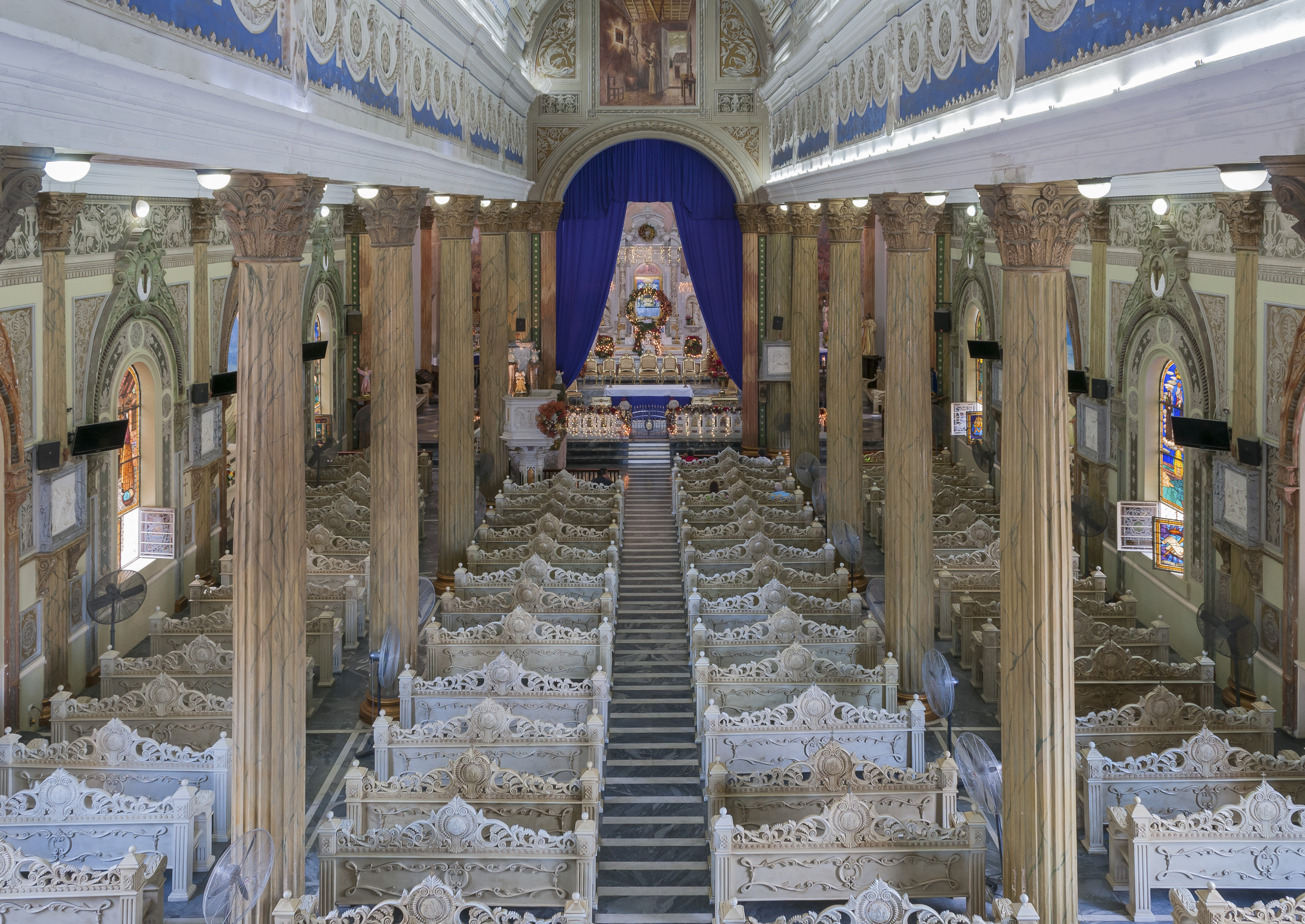
Interieur
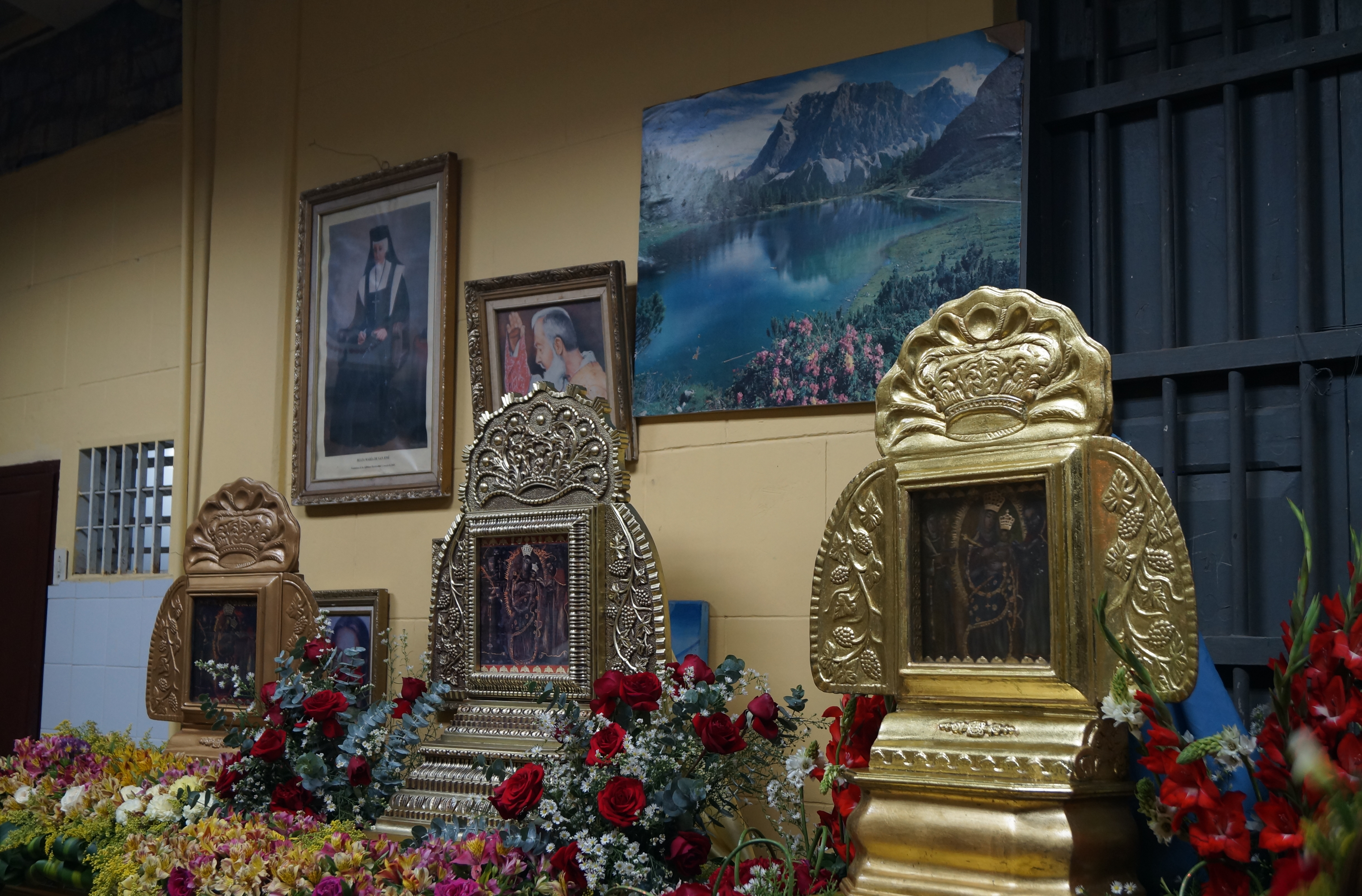
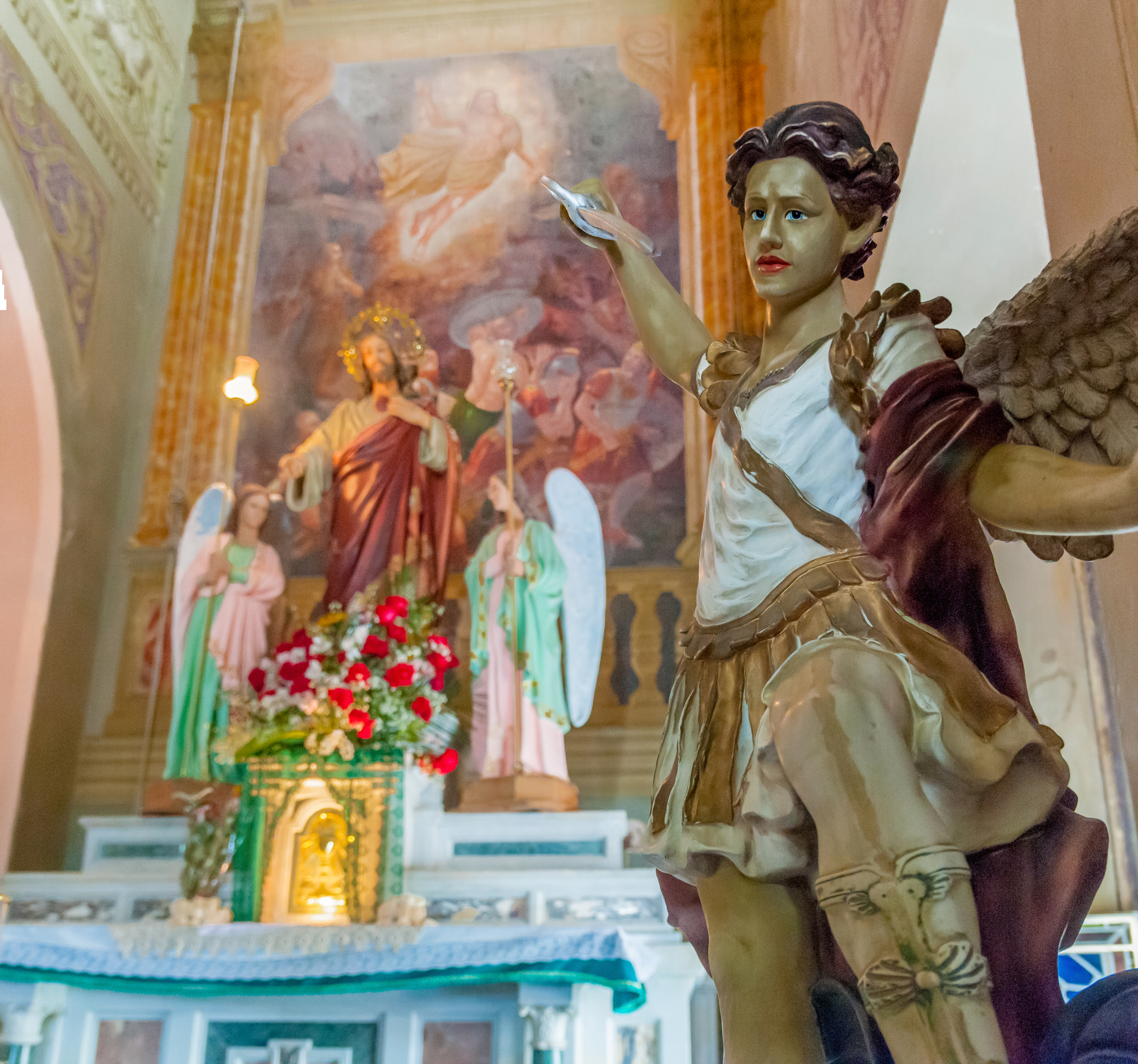
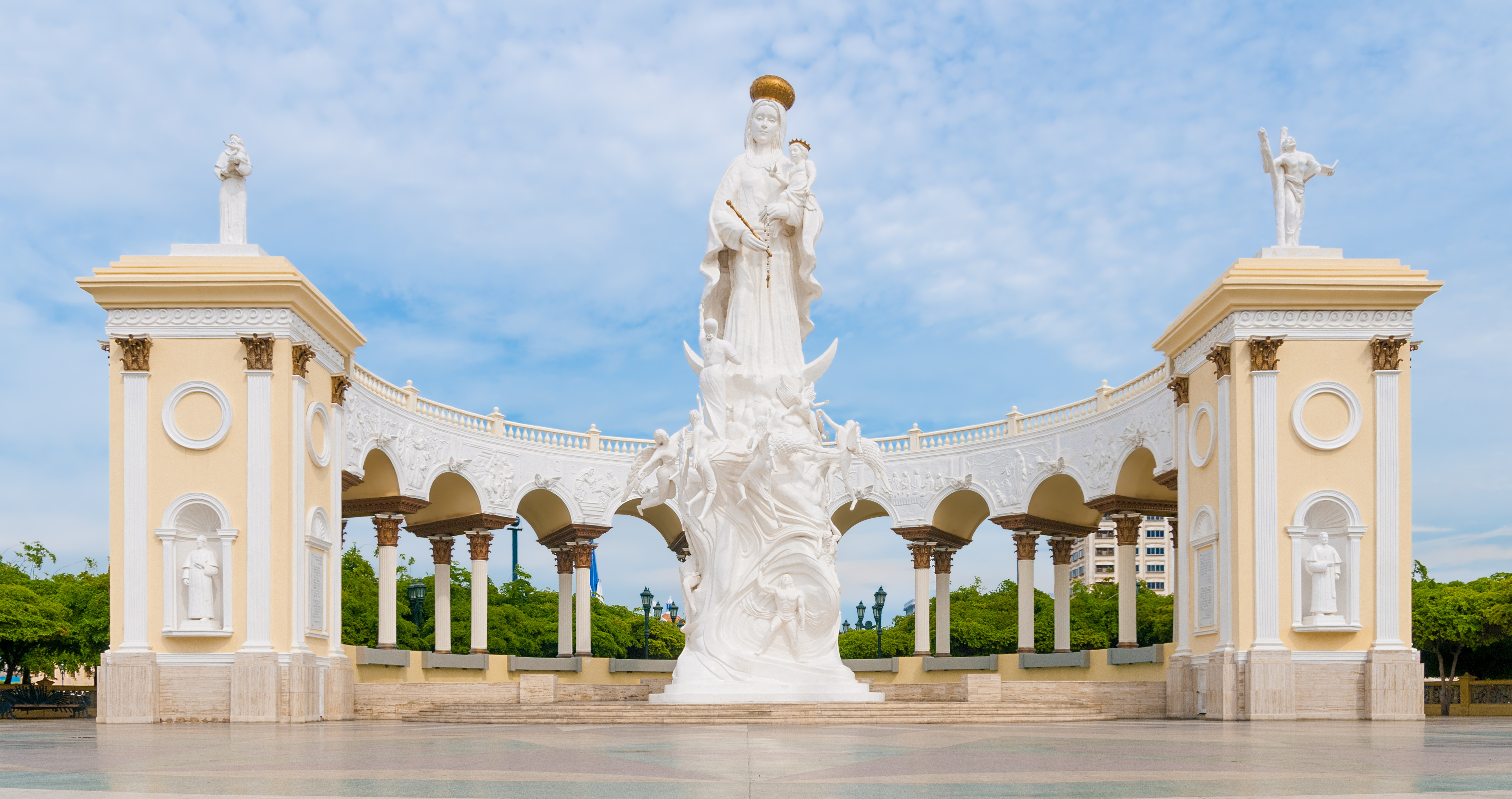
Beeld van O.L.V. van de Rozenkrans